# Shanghai Legend
Gli Shanghai Legend sono una squadra di football americano di Shanghai, in Cina, fondata nel 2019.

## Dettaglio stagioni

### Tornei nazionali

#### Campionato

##### CAFL
| Stagione | regular season | regular season | regular season | regular season | regular season | regular season | playoff | playoff | playoff | playoff | playoff | playoff      | playoff         |
|          | Vin            | Par            | Per            | Tot            | PF             | PS             | Vin     | Per     | Tot     | PF      | PS      | risultato    | avversaria      |
| -------- | -------------- | -------------- | -------------- | -------------- | -------------- | -------------- | ------- | ------- | ------- | ------- | ------- | ------------ | --------------- |
| 2019     | 0              | 0              | 3              | 3              | 0              | 42             | 0       | 1       | 1       | 6       | 18      | Quarto posto | Shenyang Rhinos |
| Totale   | 0              | 0              | 3              | 3              | 0              | 42             | 0       | 1       | 1       | 6       | 18      |              |                 |

Fonti: Enciclopedia del Football - A cura di Roberto Mezzetti